# Yantan
Yantan léase Yan-Tán (en chino simplificado, 沿滩区; pinyin, Yántān qū) es un distrito urbano bajo la administración directa de la ciudad-prefectura de Zigong. Se ubica en la provincia de Sichuan, centro-sur de la República Popular China. Su área es de 467 km² y su población total para 2010 fue más de 200 mil habitantes.

## Administración
El distrito de Yantan se divide en 13 pueblos que se administran en 11 poblados y 2 villas.